# Картама
Картама (шп. Cártama) град је у Шпанији у аутономној заједници Андалузија у покрајини Малага. Према процени из 2017. у граду је живело 24 824 становника.

## Становништво
Према процени, у граду је 2017. живело 24 824 становника.
| 1991.  | 1996.  | 2001.  | 2004.  | 2017.  |
| ------ | ------ | ------ | ------ | ------ |
| 11.054 | 12.713 | 14.139 | 15.524 | 24.824 |